# Карашокы (Жарминский район)
Карашокы (каз. Қарашоқы) — упразднённое село в Жарминском районе Абайской области Казахстана. Входило в состав Бельтерекского сельского округа. Исключено из учетных данных в 2017 г. Код КАТО — 634437300.

## Население
В 1999 году население села составляло 120 человек (65 мужчин и 55 женщин). По данным переписи 2009 года, в селе проживало 80 человек (48 мужчин и 32 женщины).